# Bougy-Villars
Pour les articles homonymes, voir Bougy et Villars.
Bougy-Villars est une commune suisse du canton de Vaud, située dans le district de Morges.

## Géographie

### Situation
Le territoire de Bougy-Villars s'étend sur 1,77 km2. Lors du relevé de 2013-2018, les surfaces d'habitations et d'infrastructures représentaient 39,5 % de sa superficie, les surfaces agricoles 37,3 %, les surfaces boisées 23,7 % et les surfaces improductives 0,6 %.
Le village est dominé par le Signal de Bougy.
| Essertines-sur-Rolle | Aubonne       |       |
| Mont-sur-Rolle       | Bougy-Villars | Féchy |
|                      | Perroy        |       |

### Transports
- Liaisons par bus avec Aubonne, Féchy
- Autoroute A1, sortie 13 (Rolle)

## Histoire
En 996, le clos de vignes de Bougel est donné au couvent de Romainmôtier, suivi de nouvelles donations en 1032, 1052 et 1118. L'évêque de Genève, Arducius de Faucigny, cède au XIIe siècle une partie de Bougy et de son vignoble au couvent de Bonmont. À l'époque bernoise, Bougy-Villars fait partie du bailliage de Morges et dépend de la châtellenie de Mont-le-Vieux (Essertines-sur-Rolle). Bougy-Villars est rattaché à la paroisse de Perroy ; le village est temporairement lié à celle d'Aubonne en 1837-1846 et 1863-1868. L'église de Bougy-Villars date du XIXe siècle et est installée dans une ancienne fromagerie. Le plan de zones de la commune est réalisé en 1960. Au XXIe siècle, la commune est encore largement viticole (appellation Féchy). L'hôtel du Signal, bâti en 1902, est démoli pour faire place à un parc public, le parc Pré-Vert, inauguré en 1971 ; la plus grande partie de ce vaste aménagement de loisirs est propriété de la Migros depuis 1970.

## Population et société

### Gentilé et surnoms
Les habitants de la commune se nomment les Bodzérans (les Bûcherons en patois vaudois).
Ils sont surnommés les Fruitiers (lé Fretâi, au sens de fromagers) et les Sarrasins.

### Démographie

#### Évolution de la population
Bougy-Villars compte 507 habitants au 31 décembre 2022 pour une densité de population de 286 hab/km2. Sur la période 2010-2019, sa population a augmenté de 5,6 % (canton : 12,9 % ; Suisse : 9,4 %).  

#### Pyramide des âges
En 2020, le taux de personnes de moins de 30 ans s'élève à 31,5 %, au-dessous de la valeur cantonale (35 %). Le taux de personnes de plus de 60 ans est quant à lui de 28,3 %, alors qu'il est de 21,9 % au niveau cantonal.
La même année, la commune compte 231 hommes pour 247 femmes, soit un taux de 48,3 % d'hommes, inférieur à celui du canton (49,1 %).
| Hommes | Classe d’âge | Femmes |
| ------ | ------------ | ------ |
| 0,4    | 90 ans ou +  | 0,4    |
| 10,4   | 75 à 89 ans  | 8,5    |
| 19,5   | 60 à 74 ans  | 17,4   |
| 23,8   | 45 à 59 ans  | 30,4   |
| 12,6   | 30 à 44 ans  | 13,8   |
| 18,6   | 15 à 29 ans  | 15,8   |
| 14,7   | - de 14 ans  | 13,8   |

| Hommes | Classe d’âge | Femmes |
| ------ | ------------ | ------ |
| 0,5    | 90 ans ou +  | 1,4    |
| 6,1    | 75 à 89 ans  | 8,2    |
| 13,3   | 60 à 74 ans  | 14,3   |
| 21,5   | 45 à 59 ans  | 21,2   |
| 22,0   | 30 à 44 ans  | 21,4   |
| 19,6   | 15 à 29 ans  | 18,0   |
| 16,9   | - de 14 ans  | 15,5   |

### Sociétés locales
- Société de tir, tir à 300 m
- Club de tennis de table : CTT Bougy

### Loisirs
La commune compte sur son territoire le signal de Bougy, un parc culturel créé par Migros en 1971 ainsi qu'un golf. Elle fait également partie du groupement local du sentier des écureuils.

### Personnalités liées à la commune
- Sébastien Loeb, champion de rallye français.
- John Reece, milliardaire britannique et directeur financier (CFO) d'Ineos.

## Monuments
La commune compte un château classé, le château Villars-de-Riencourt. Bougy compte également deux églises, dont la plus ancienne fut installée dans une fromagerie surmontée d'un clocher. Menacée par les glissements de terrain du début du XXe siècle, elle est secondée par une seconde église blanche construite dans les vignes.